# 4chan
4chan је анонимни енглески веб-сајт за отпремање и преглед слика као и интернет форума. Покренут од стране Кристофера "moot" Пула у октобру 2003, 4chan угошћује табле (board) зване и сликовнице (imageboard) посвећене најразличитијим темама, од аниме-а и манге до видео игара, музике, литературе, фитнеса, политике, и спорта, између осталог. Регистрација није могућа, и корисници сајта објављују анонимно  (могуће је, додуше, ставити друго име уместо речи "анонимус", што се назива имепедерлуком (енгл. namefagging) и често је подложно изругивању од стране анонимних корисника); приче које примају недавне одговоре "набијају се" на врх своје табле а старе приче се аутоматски бришу (тј. иду под "саге" - од јап. сагеру - "доле", прим. прев) 4chan прима више од 22 милиона јединствених мјесечних посјетилаца, са приближно 900,000 објава свакодневно.
Страница је направљена као пандан јапанској страници Футаба, такође позната као 2chan,. Прве две табле које су настале сходно оригиналном нагласку на јапанску подкултуру биле су /а/ - Аниме и Манге и /b/ - Насумичне теме. 4chan је описан као средиште јединствене интернет подкултуре, при чему је заједница веб локације утицала на стварање и ширење истакнутих и популарних интернет мимова, укључујући лолкет, рикролинг и рејџфејс стрипове, као и хакерске покрете попут Анонимуса. Неки од значајних 4chan учешћа у интернет активизму укључују: покрет предузет против Сајентолошке цркве познат као "Project Chanology", као и неколико покрета против политичких скупина попут Покрета "Окупирајмо", Арапског пролећа и настанак алтернативне деснице. 4chan је често био предмет медијске пажње као извор контроверзи, укључујући координацију разних подвала, узнемиравања, троловања, напада на друге веб странице и кориснике Интернета и објављивање садржаја упитне легалности, претњи насиљем и расизмом. Гардијан је једном приликом сажео заједницу 4chan-a као "лудачку, малолетничку...бриљантну, смешну и алармантну".